# Alles Lüge
Alles Lüge (укр. «Усе брехня») — перший сингл швейцарського гурту Lacrimosa. Реліз відбувся в 1993 році. Цей сингл передував третьому альбому Satura. Головний трек не був включений в жодний з альбомів гурту, але виконувався наживо. Також в синглі присутній ремікс на трек Diener eines Geistes з попереднього альбому Einsamkeit та трек Ruin, який ніколи не виконувався на концертах.

## Список композицій
| #  | Назва                              | Автор      | Тривалість |
| -- | ---------------------------------- | ---------- | ---------- |
| 1. | «Alles Lüge»                       | Тіло Вольф | 5:55       |
| 2. | «Alles Lüge» (Sanguis mix)         | Тіло Вольф | 6:14       |
| 3. | «Diener Eines Geistes» (Dirus mix) | Тіло Вольф | 6:41       |
| 4. | «Ruin»                             | Тіло Вольф | 6:38       |